# Ľudo Izák
Ľudo Izák, pseudonymem Miloš Raveň (1895–1978) byl slovenský lékař, básník a esperantista.

## Dílo

### Vlastní dílo
- Reĝo de Petra
- Bukedeto el slovakaj popolkantoj
- Al altaj tatroj

### Překlady
- Eksperimento Damoklo - P. Karvaš